# Armando Palacio Valdés (escultura)

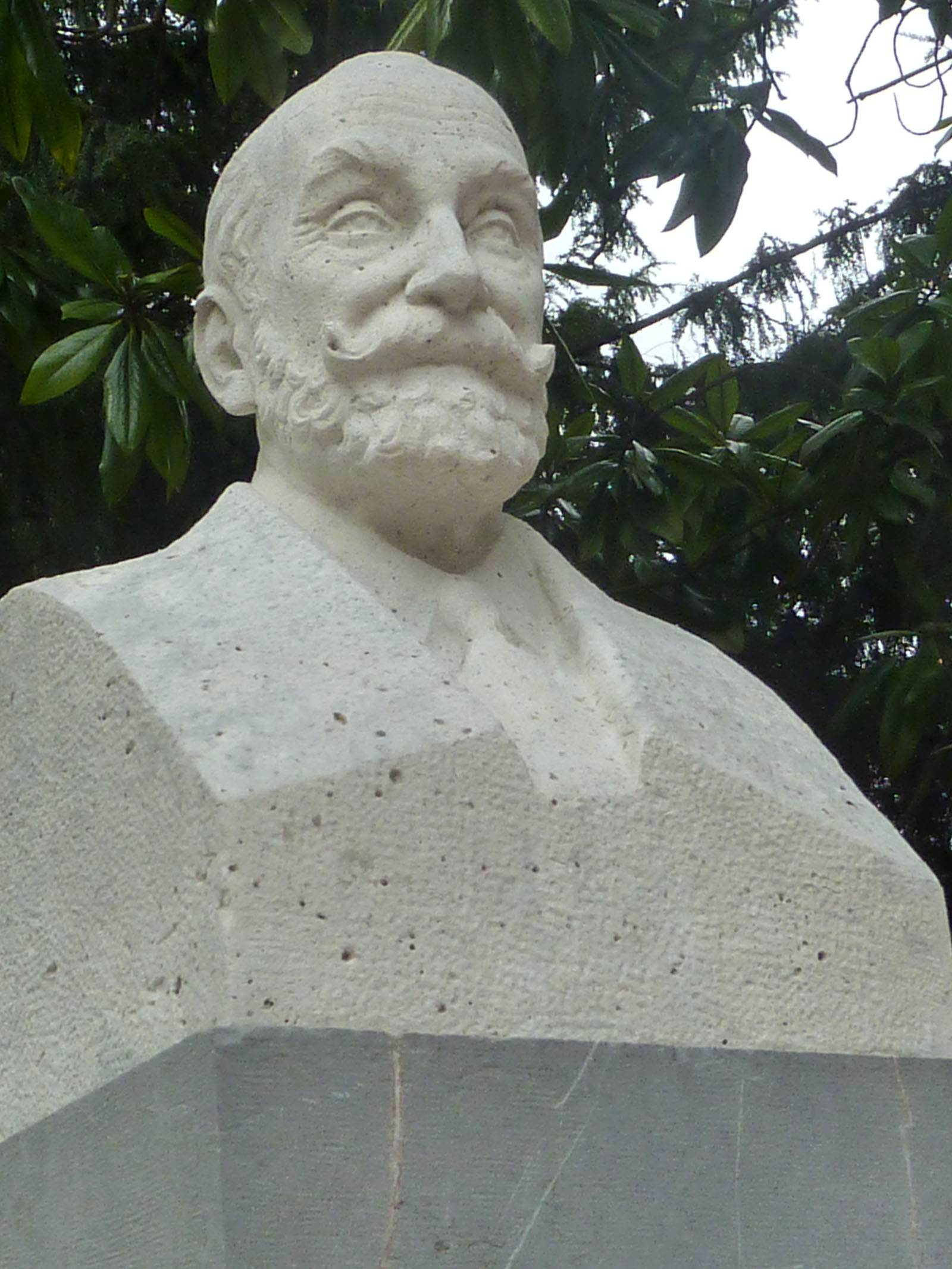
Vista del busto

La escultura urbana conocida por el nombre Armando Palacio Valdés, ubicada en el campo de San Francisco, en la ciudad de Oviedo, Principado de Asturias, España, es una de las más de un centenar que adornan las calles de la mencionada ciudad española.
El paisaje urbano de esta ciudad,  se ve adornado por  obras escultóricas, generalmente monumentos conmemorativos dedicados a personajes de especial relevancia en un primer momento, y más puramente artísticas desde finales del siglo XX.
La escultura, hecha en bronce, el busto y en piedra el pedestal, es obra de Gerardo Zaragoza, y está datada en 1953.
La obra se inauguró en el año 1953 porque se celebraba el centenario del nacimiento del literato asturiano Armando Palacio Valdés, y que había sido nombrado Hijo Adoptivo de Oviedo por el Ayuntamiento de Oviedo en 1926.
Se trata de un busto, que cambió su ubicación inicial, por petición de la Unión de Comerciantes, que fue aprobada por un acuerdo en el Ayuntamiento el 26 de noviembre de 1985; que era el Campo de San Francisco, en Oviedo, por un jardincillo situado en la calle del mismo nombre (Calle Armando Palacio Valdés). Pese a ello, volvió más tarde a su emplazamiento original, el Campo de San Francisco de Oviedo.  En el pedestal que sostiene el busto del escritor y crítico literario puede leerse: «

AL / INSIGNE NOVELISTA / ARMANDO / PALACIO VALDÉS / HIJO ADOPTIVO / DE ESTA CIUDAD / EL / EXCMO. AYUNTAMIENTO / DE / OVIEDO / EN EL / PRIMER CENTENARIO / DE SU NACIMIENTO / 1853 - 1953».